# Dietrich I. von Naumburg
Dietrich I. († 27. September 1123 im Kloster Bosau) war von 1111 bis 1123 Bischof von Naumburg.

## Leben
Über seine Herkunft ist wenig bekannt. Paul Lang und Petrus Albinus behaupteten im 16. Jahrhundert eine Abstammung von den Wettinern, die jedoch nicht belegbar ist. Folgt man der These von Wolfgang Hartmann, so war Dietrich ein Sohn des Grafen Dietmar von Selbold-Gelnhausen. Dietmar entstammte dem fränkischen Adelsgeschlecht der Reginbodonen und war durch seine Gattin Adelheid zu Besitz im Umkreis von Naumburg gekommen, wo Nachkommen des Ehepaares Burgen errichteten bzw. übernahmen und Klöster gründeten, darunter das Kloster Lausnitz.
Dietrich wurde von Kaiser Heinrich V. Ende 1111 als Bischof von Naumburg vorgeschlagen und von Adalgod von Osterburg ordiniert. Erstmals nachweisbar trat er 1112 in Salzwedel an der Seite von Heinrich V. auf, den er anfänglich unterstützte.  Ab 1115, mit der Zuspitzung des Investiturstreits, stand er jedoch auf der Seite des Papsts Gelasius II. So war er Teilnehmer der Zusammenkunft der päpstlichen Vertreter in Corvey 1118, der Synode in Fritzlar (1118), auf der der Bann gegen Heinrich V. erneuert wurde, und der Reimser Synode (1119), auf der der Bann gegen den Kaiser erneut bestätigt wurde.
Als Bischof weihte er 1114 das Kollegiatstift in Wurzen, 1118 die Kirche in Osterweih, dem Ursprungsort von Zwickau, 1122 die Kirche in Plauen, war 1112 bei der Bestattung des Merseburger Bischofs Albuin dabei, und führte 1119 den neuen Merseburger Bischof Arnold in dessen Amt ein. Er trieb die Kolonisation der Slawen durch die Unterstützung der Benediktinerklöster Bosau und Riesa voran.
Nachdem er noch das Ende des Investiturstreites erlebt hatte, wurde er am 24. September 1123 im Gebet vor dem Altar der Klosterkirche im Kloster Bosau von einem wendischen Laienbruder namens Benno mit einem Messer angegriffen, weil dieser auf sein Verlangen hin bestraft werden sollte. Drei Tage später erlag er seinen Verletzungen. Er wurde an der Stelle, an der er angegriffen worden war, beigesetzt. Sein dortiger Grabstein wurde im 15. Jahrhundert zerstört und wiederhergestellt, ist jedoch heute nicht mehr vorhanden.